# Schriften (Foucault)
Dits et Ecrits (frz. Dits et écrits) ist eine vierbändige Ausgabe von Texten des französischen Philosophen Michel Foucault. Das 1994 von François Ewald und Daniel Defert bei Gallimard herausgegebene Werk versammelt alle zu Lebzeiten veröffentlichten Texte Foucaults mit Ausnahme seiner Bücher. Die deutsche Übersetzung erfolgte 2003 durch Michael Bischoff, Hans-Dieter Gondek, Hermann Kocyba und Jürgen Schröder im Suhrkamp Verlag.
Die Herausgeber veröffentlichten gemäß Foucaults Wunsch nur Material, das der Philosoph schon zu Lebzeiten veröffentlicht hatte. Insgesamt sammelten sie 364 Texte, die sie in chronologischer Ordnung abdruckten. Dabei handelt es sich um Texte verschiedener Gattungen wie Vorworte, Zeitungsartikel, Interviews, Briefe, von denen viele vorher nur schwer zugänglich waren.
Die Veröffentlichung sorgte in Frankreich für einiges Aufsehen, so waren in Le Monde ganze vier Seiten mit Besprechungen und Kommentaren gefüllt.

## Ausgaben
- Französische Originalausgabe:
  - Michel Foucault: Dits et Ecrits 1954–1988. Band 1: 1954–1969. Herausgegeben von Daniel Defert und François Ewald. Gallimard, Paris 1994.
  - Michel Foucault: Dits et Ecrits 1954–1988. Band 2: 1970–1975. Herausgegeben von Daniel Defert und François Ewald. Gallimard, Paris 1994.
  - Michel Foucault: Dits et Ecrits 1954–1988. Band 3: 1976–1979. Herausgegeben von Daniel Defert und François Ewald. Gallimard, Paris 1994.
  - Michel Foucault: Dits et Ecrits 1954–1988. Band 4: 1980–1988. Herausgegeben von Daniel Defert und François Ewald. Gallimard, Paris 1994.
- Michel Foucault: Schriften in vier Bänden. Dits et Ecrits. Herausgegeben von Daniel Defert und François Ewald. Suhrkamp, Frankfurt am Main 2003.